# Dianemobius chibae
Dianemobius chibae är en insektsart som först beskrevs av Tokuichi Shiraki 1911.  Dianemobius chibae ingår i släktet Dianemobius och familjen syrsor. Inga underarter finns listade i Catalogue of Life.